# Oecobius concinnus
Espèce
Synonymes
- Oecobius nieborowskii Kulczyński, 1909
- Oecobius benneri Petrunkevitch, 1929
- Oecobius vokesi Gertsch & Davis, 1942
- Oecobius audanti Bryant, 1948

Oecobius concinnus est une espèce d'araignées aranéomorphes de la famille des Oecobiidae.

## Distribution
Cette espèce se rencontre du Brésil au Mexique et à la Floride aux États-Unis,.
Elle a été introduite en Équateur aux îles Galápagos, au Japon dans l'archipel Ogasawara, au Laos et aux Seychelles. 

## Description
La femelle décrite par Shear en 1970 mesure 1,37 mm et le mâle 0,92 mm.

## Systématique et taxinomie
Cette espèce a été décrite par Simon en 1893.
Oecobius nieborowskii, Oecobius benneri, Oecobius vokesi et Oecobius audanti ont été placées en synonymie par Shear en 1970.

## Publication originale
- Simon, 1893 : « Arachnides. Voyage de M. E. Simon au Venezuela (décembre 1887 - avril 1888). 21e Mémoire. » Annales de la Société Entomologique de France, vol. 61, p. 423-462 (texte intégral).